# Torregöl (Urshults socken, Småland)
Torregöl är en sjö i Tingsryds kommun i Småland och ingår i Mieåns huvudavrinningsområde.